# Mark Dayton
Mark Brandt Dayton (Mineápolis, Minnesota, 26 de enero de 1947) es un político estadounidense que ejerció como el 40.º gobernador de Minnesota entre 2011 y 2019. Anteriormente fue senador de los Estados Unidos por Minnesota entre 2001 y 2007; y auditor de Minnesota entre 1991 y 1995. Es miembro del Partido Demócrata-Agrario-Laborista de Minesota, filial estatal del Partido Demócrata.

## Biografía
Un nativo de Minnesota, Dayton es el bisnieto del empresario George Dayton, fundador de Dayton, una tienda por departamentos que más tarde se convirtió en la Corporación Target. Se embarcó en una carrera en la enseñanza y el trabajo social en la ciudad de Nueva York y Boston después de graduarse de la Universidad de Yale en 1969. Durante la década de 1970, se desempeñó como asistente legislativo para el senador Walter Mondale y el gobernador de Minnesota Rudy Perpich. En 1978, Dayton fue nombrado Comisionado de Desarrollo Económico de Minnesota y se casó con Alida Rockefeller Messinger, un miembro de la familia Rockefeller. 

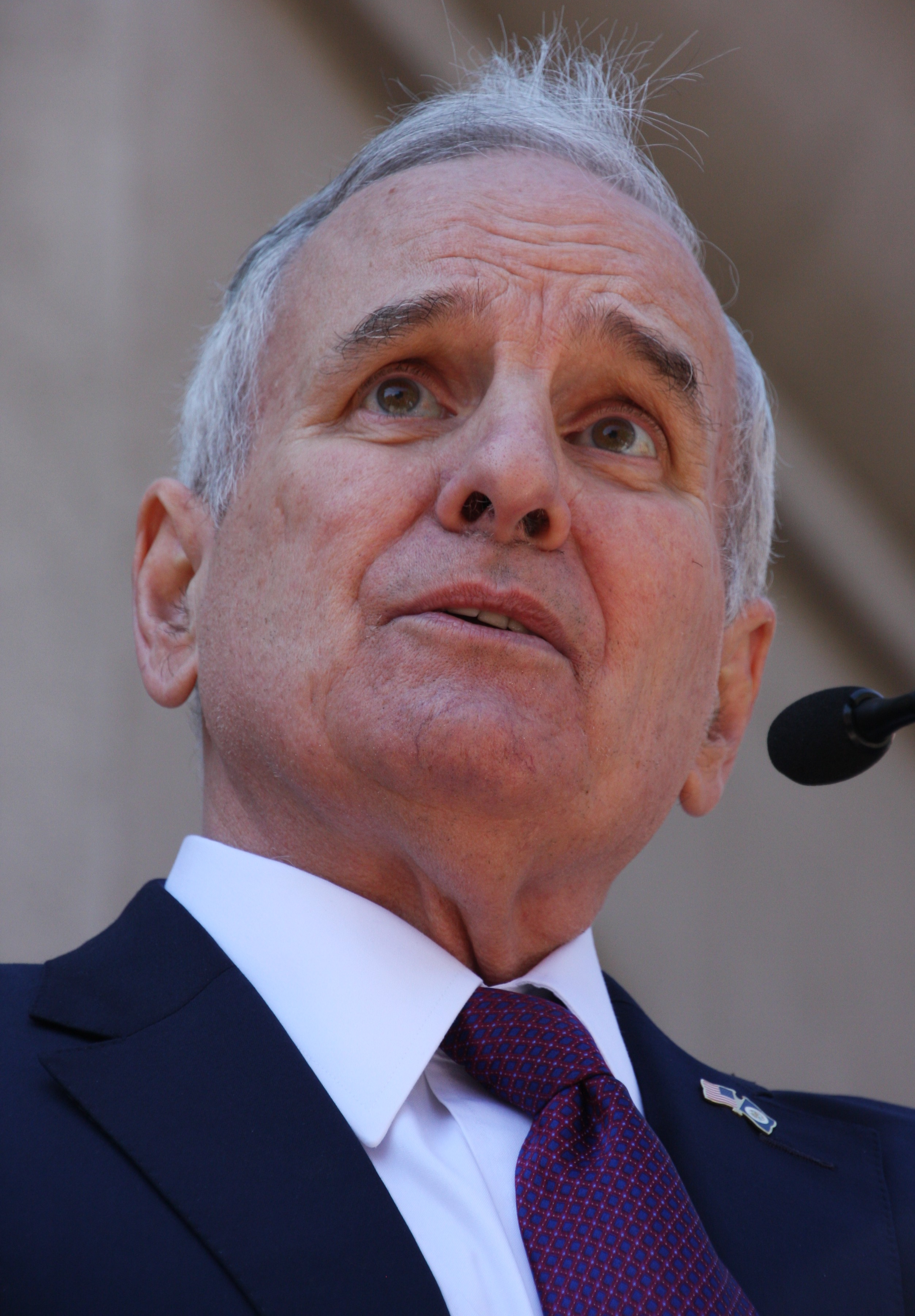
Dayton en 2017.

Dayton ganó la atención nacional en 1982 durante su fracasada campaña Senado de Estados Unidos contra el Partido Republicano titular David Durenberger. Él venció al exsenador estadounidense Eugene McCarthy en las primarias demócratas, y la elección general se convirtió en uno de los más caros de la historia del estado. Dayton hizo campaña como un populista en contra de Reaganomics y famoso prometió "para cerrar lagunas fiscales para los ricos y las corporaciones, y si usted piensa que incluye los Daytons, tienes razón. " Después de su derrota, Dayton regresó a la administración Perpich hasta su elección como Minnesota Auditor del Estado en 1990. 
En 1998, Dayton realizó una campaña sin éxito para gobernador, perdiendo la nominación demócrata a Hubert Humphrey III. En 2000, fue elegido para el Senado de Estados Unidos tras derrotar al republicano Vara gramos. Como senador, Dayton votó en contra de la autorización para la guerra de Irak , y se convirtió en el primer senador de introducir legislación que crea un nivel de gabinete Estados Unidos Departamento de la Paz. En 2006, él optó por no buscar la reelección, citando su desilusión con Washington D. C. y recaudación de fondos. 
En 2010, Dayton derrotó al republicano Tom Emmer para convertirse en el gobernador de Minnesota a pesar éxito nacional para el Partido Republicano, incluso en la legislatura de Minnesota. Sus principales iniciativas legislativas como Gobernador incluyen la legalización del matrimonio entre personas del mismo sexo y la construcción de los Estados Unidos Bank Stadium para los Minnesota Vikings de la Liga Nacional de Fútbol Americano (NFL) en Minneapolis.